# Demokratische Partei Serbiens

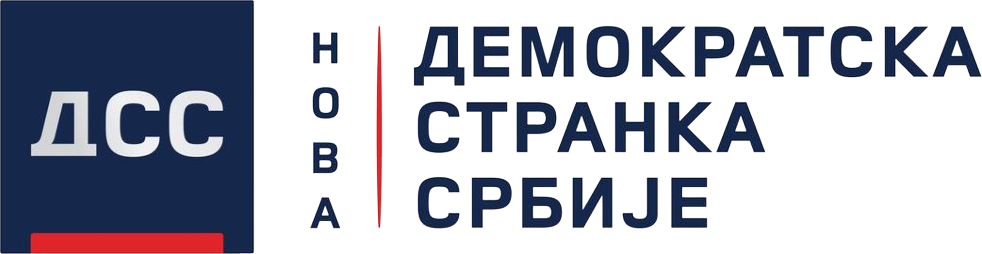
Logo der Neuen Demokratischen Partei

Die Neue Demokratische Partei Serbiens (ursprünglich serbisch Демократска странка Србије Demokratska stranka Srbije, zu Deutsch Demokratische Partei Serbiens, abgekürzt DSS) ist eine im politischen Spektrum Mitte-rechts angesiedelte Partei in Serbien. Sie war bis Februar 2012 assoziiertes Mitglied der Europäischen Volkspartei. Sie vertrat zunächst gemäßigt konservative Positionen und tritt seit 2022 als nationalkonservativ und gegen einen EU-Beitritt Serbiens gerichtet auf.

## Geschichte

### Gründung
Die DSS wurde 1992 gegründet, nachdem sich ein Flügel der sozialdemokratischen Demokratischen Partei abspaltete. Die Abspaltung von der Demokratischen Partei begann kurz nach der blutigen Anti-Milošević-Demonstration am 9. März 1991, als es zu Differenzen innerhalb der Partei kam.
Der Gründungstag war der 26. Juli 1992. Vojislav Koštunica wurde zum Parteipräsidenten ernannt. Am 5. Dezember wurden das Parteiprogramm und die Statuten festgelegt.

### 1992–1999
Zum ersten Mal nahm die Partei an den Parlamentswahlen 1992 teil. Als Teil der Koalition mit der DEPOS (Demokratische Bewegung Serbiens) erhielt sie 18 Sitze im Parlament.
Bald darauf kam es zu Differenzen innerhalb der Koalition, wie dem Regime von Milošević begegnet werden soll. Mitte 1993 verließ die DSS die Koalition.
1993 erhielt die Partei bei vorgezogenen Wahlen sieben Sitze im Parlament. 1996 wurde eine neue Koalition mit Namen Zajedno (Gemeinsam) gebildet. Bei den im gleichen Jahr stattfindenden Wahlen wurden vier Sitze erreicht.

### Nach 2000
Im Januar 2000 war die Partei Mitglied in der Koalition DOS. Bei den Wahlen gewann diese Koalition 176 Sitze im Parlament und Vojislav Koštunica wurde Präsident. Zoran Đinđić wurde Premierminister. Im August 2001 verließ die DSS die Regierungskoalition.
Bei den Wahlen im Dezember 2003 erreichte eine Koalition der DSS 53 Sitze im Parlament, von denen 5 an die anderen Koalitionsparteien gingen. Sie ging ein Parteienbündnis mit der G17 Plus und der Koalition SPO-NS ein, um die Regierung zu bilden. Vojislav Koštunica wurde Premierminister.
Bei den vorgezogenen Parlamentswahlen 2007 erreichte die DSS mit der Partei Neues Serbien 47 Sitze im Parlament. Mit der Demokratischen Partei (DS) und der G17 Plus bildete sie die Regierung. Vojislav Koštunica blieb Regierungschef.
Nachdem Koštunica am 8. März seinen Rücktritt ankündigte, erreichte die Partei bei den Parlamentswahlen 2008 nur noch 30 Sitze und bildet nunmehr die Opposition.